# Resolució 598 del Consell de Seguretat de les Nacions Unides
La Resolució 598 del Consell de Seguretat de les Nacions Unides, fou aprovada per unanimitat el 20 de juliol de 1987, després de recordar la Resolució 582 i la Resolució 588, va demanar un alto el foc immediat entre l'Iran i l'Iraq i la repatriació dels presoners de guerra, i que ambdues parts es retiressin a llurs fronteres internacionals. La resolució va demanar al secretari general que enviés un equip d'observadors a controlar l'alto el foc mentre s'arribava a un acord permanent per acabar amb el conflicte. Va entrar en vigència el 8 d'agost de 1988, acabant amb totes les operacions militars entre els dos països i la guerra de l'Iran i Iraq.

## Després de l'acceptació de la Resolució 598
Tant Iran com Iraq han acceptat la Resolució 598 el 20 de juliol de 1988. Tanmateix, l'Iraq va decidir fer un impuls final i va intentar envair a l'Iran, una vegada més, ocupar permanentment Khuzestan i l'Iran occidental, així com assolir els seus objectius des del principi la guerra. L'exèrcit iraquià va atacar la província de Khuzestan, començant amb atacs químics i aeris i, una vegada més, va empènyer cap a Khorramshahr. No obstant això, l'Iran havia anticipat l'atac i va utilitzar la seva força aèria juntament amb els míssils terra-aire per derrotar la força aèria iraquiana, més nombrosa. Les forces iranianes van organitzar l'ofensiva el 25 de juliol i va ocupar 600 km² de territori iraquià.
Ambdues parts finalment es van retirar a llurs fronteres internacionals en les pròximes setmanes, amb la Resolució 598 en vigor el 8 d'agost, acabant amb totes les operacions de combat entre els dos països. Forces de pau de la missió UNIIMOG es van desplegar al territori, i van romandre a la frontera entre l'Iran i l'Iraq fins 1991. Tot i que la guerra ja havia acabat, l'Iraq va passar la resta d'agost i principis de setembre atacant la resistència kurda. Utilitzant 60.000 soldats juntament amb helicòpters, armes químiques i execucions en massa, l'Iraq va assolir 15 poblats amb gasos verinosos, va matar molts rebels i civils i va obligar desenes de milers de kurds a traslladar-se a camps de concentració. Molts civils kurds van emigrar a l'Iran. Al 3 de setembre de 1988 la campanya antikurda va finalitzar i tota la resistència va ser aixafada. 400 soldats iraquians i 50.000 civils i guerrillers kurds havien mort.